# Contracaecum hypomesi
Contracaecum hypomesi är en rundmaskart. Contracaecum hypomesi ingår i släktet Contracaecum och familjen Anisakidae. Inga underarter finns listade i Catalogue of Life.